# Ejército Guerrillero de los Pobres
L'Ejército Guerrillero de los Pobres (lett. "Esercito guerrigliero dei poveri", EGP) era un movimento di guerriglia di sinistra guatemalteco, che ha ottenuto un sostegno significativo tra gli indigeni Maya durante la guerra civile in Guatemala.

## Formazione
All'indomani del colpo di Stato in Guatemala del 1954, iniziò una serie di insurrezioni di sinistra nelle campagne guatemalteche, contro i governi militari del Paese sostenuti dagli Stati Uniti. Un importante gruppo di guerriglia tra questi ribelli erano le Fuerzas Armadas Rebeldes (FAR). Le FAR furono in gran parte schiacciate da una campagna di contro-insurrezione condotta dal governo guatemalteco con l'aiuto degli Stati Uniti alla fine degli anni '60. Tra 2800 e 8000 sostenitori delle FAR sono stati uccisi e centinaia di persone di sinistra nelle aree urbane sono state rapite, assassinate o scomparse. Quelli della leadership delle FAR che erano sopravvissuti a questa campagna si unirono per formare l'EGP a Città del Messico negli anni '70. Questi includevano Ricardo Ramírez (il cui nome di battaglia era Rolando Morán) e Julio César Macías (noto come César Montes), entrambi ladinos, e un certo numero di leader indigeni Maya.

## Ideologia
Il nuovo gruppo aveva diverse differenze ideologiche rispetto alle FAR. Le FAR avevano basato la loro ideologia sulla dottrina del focolaio di Che Guevara. Molti dei nuovi EGP hanno ritenuto di non aver tenuto sufficientemente conto della discriminazione razziale subita dagli indigeni Maya in Guatemala e che ciò avesse limitato il loro sostegno. L'EGP trasse ispirazione dal successo dei Viet Cong e dell'esercito nordvietnamita nella resistenza alle forze statunitensi nella guerra del Vietnam . Hanno visto parallelismi tra Guatemala e Vietnam, in quanto entrambi i paesi erano in gran parte agrari, stavano assistendo a una lotta tra capitalismo e comunismo e stavano assistendo al pesante intervento degli Stati Uniti per proteggere i propri interessi economici. Di conseguenza, l'EGP decise di includere più attivamente i civili nei loro progetti e di inserire i non combattenti in un movimento rivoluzionario. L'EGP vedeva il loro ruolo nell'incorporare le questioni di cui i civili erano preoccupati, ma anche "istruirli" nelle loro convinzioni politiche.

## Attività
I combattenti dell'EGP tornarono in Guatemala il 19 gennaio 1972 e nel 1975 avevano aggiunto un certo numero di reclute. Secondo il fondatore di EGP Mario Payeras, questi includevano un certo numero di Maya, provenienti da diverse tribù. Ha reso pubblica la sua esistenza nel 1975, giocando un ruolo nell'esecuzione di due ladini che erano visti come "i più famigerati oppressori della regione". Un'organizzazione utilizzata dall'EGP per mobilitare i sostenitori era il Comitato per l'Unità Contadina (in spagnolo: Comité de Unidad Campesina, CUC). Questo gruppo è stato lanciato il 15 aprile 1978 ed è stato descritto dal suo fondatore Pablo Ceto come una convergenza dell'insurrezione di sinistra e dei movimenti dei popoli indigeni. Sebbene avesse stretti legami con l'EGP, era un'organizzazione distinta. Al suo apice, l'EGP aveva il sostegno di 270.000 persone nelle regioni di Quiché, Chimaltenango, Huehuetenango e Verapaces, negli altopiani guatemaltechi. Questi sostenitori includevano studenti, accademici e ladini poveri, oltre a un gran numero di indigeni.
All'inizio del 1980, uno sciopero guidato dal CUC costrinse il governo guatemalteco ad aumentare il salario minimo del 200%. In risposta, il governo ha intensificato la persecuzione dei suoi critici, culminata nell'incendio dell'ambasciata spagnola da parte delle forze di polizia. Un certo numero di paesi, tra cui la Spagna, ha interrotto le relazioni diplomatiche con il Guatemala in seguito a questo incidente, danneggiando la legittimità del governo e dando all'EGP la possibilità di intensificare le sue attività militari. L'EGP ha pubblicato un documento in cui si proclamava che l'incendio era un esempio della persecuzione razziale degli indigeni e che la lotta dell'EGP era collegata a questo. Questa intensificazione delle attività dell'EGP ha portato l'esercito guatemalteco a stabilire una presenza nell'area e ad utilizzare rapimenti e torture per intimidire la popolazione. Le pattuglie civili formate dall'esercito hanno perpetrato ulteriori violazioni dei diritti umani, tanto che quando ai guerriglieri è stata offerta un'amnistia dal governo nel 1983, l'EGP ha chiesto ai suoi sostenitori locali di accettarla. La capacità dell'esercito di sopprimere il sostegno locale dell'EGP è stata attribuita all'aiuto militare fornitogli da Israele e Argentina, nonché dal governo degli Stati Uniti dopo che Ronald Reagan divenne presidente nel 1981.